# Dallas Lightning
Dallas Lightning war ein US-amerikanisches Frauenfußball-Franchise mit Sitz in Dallas, Texas. Zudem spielte ein gleichnamiges Männer-Team noch in der USISL von 1993 bis 1996.

## Geschichte
Das Franchise stieg zur Saison 1995 unter dem Namen Texas Lightning in den Spielbetrieb der ersten USL-W-League-Spielzeit ein. Hier reichte es mit 56 Punkten über den zweiten Platz für die Play-offs, wo man jedoch im Ausscheidungsturnier nur einen Sieg einfuhr. In der folgenden Spielzeit gelang mit 27 sogar der erste Platz in der Division und hier reichte es im Play-off sogar für die Teilnahme am Finale, wo man dann jedoch mit 0:3 gegen Maryland Pride unterlag. Danach erreichte man die Play-offs nicht mehr und nachdem das Franchise noch in die Saison 1998 gestartet war, löste es sich innerhalb der Spielzeit komplett auf.